# Cargofy
Cargofy (укр. Каргофай) — українсько-американська технологічна компанія-розробник сервісу для далекобійників, який допомагає знайти вантажі для перевезення за допомогою мобільного застосунку.
Сервіс працює у США, Східній Європі, та Індії.

## Історія
Стартап Cargofy (попередня назва Tona) був створений у Києві у 2014 році трьома співзасновниками — Стахом Возняком, Олександром Ковальчуком та Дімітрісом Алексіу.
На початку 2015 року сервіс запустив свою першу версію продукту. Вона працювала за принципом вантажного таксі, яке можна було викликати за допомогою мобільного додатку. Сервіс займався перевезенням габаритних речей (шафи, дивани, телевізори тощо). Акцент робився на B2C сегмент.
У 2016 році команда компанії пройшла тримісячне навчання в ізраїльському Smart Transportation Accelerator. Під час навчання компанія отримала грант на розвиток у розмірі 100 тисяч шекелів від програми Інновацій в галузі транспорту Тель-Авівського університету та прем'єр-міністра Ізраїлю. У тому ж році компанія почала глобальне масштабування та була запущена в Індії.
До 2016 року сервіс мав назву Tona, але у 2017 році, перед виходом на глобальний ринок, змінив найменування на Cargofy.
У 2017 році компанія вийшла на американський ринок. З цією метою команда пройшла програму Iowa Startup Accelerator та залучила інвестиції від американського фонду NewBoCo.
У перший рік після запуску в США компанія заробила $2.7 млн, завдяки чому у 2018 році потрапила у першу тисячу щорічного рейтингу «5000 найбільш швидкозростаючих компаній США» за версією журналу Inc., показавши ріст у понад 600 % за останні три роки.
У серпні 2018 року, компанія була представлена на технологічній конференції Techcrunch Disrupt у Сан-Франциско, як Top Pick в категорії Mobility. Тоді CEO Стах Возняк в інтерв'ю Techcrunch зауважив, що компанія планує рухатись в сторону самокерованих вантажівок в майбутньому, але наразі ціль зосереджена на збільшенні долі на ринку та автоматизації процесів пошуку вантажів для індивідуальних перевізників (owner-operators).
У 2019 році Cargofy потрапив в топ стартапів міста Сідар-Рапідс, Айова.
У 2022 році Cargofy залучив $2 млн у seed-раунді. Головним інвестором виступила JKR Investments Group. В раунді також взяли участь Flyer One Ventures (Genesis) та ангельські інвестори Мурат Абдрахманов, Ханну Турунен. Залучені кошти будуть використані на масштабування та розширення функцій сервісу.
У березні 2022 року під час російського вторгнення в Україну Cargofy запустив сервіс pomich.org, який дозволяє координувати гуманітарну доставку та здійснювати пошук перевізників. З Cargofy координує свої дії німецький сервіс логістики Sennder, який створив альянс компаній, організацій та державних органів з метою відправки гуманітарної допомоги до кордонів України.
Українське видання Forbes помістило співзасновників Cargofy, Стаха Возняка та Олександра Ковальчука, на обкладинку журналу за грудень 2023 — січень 2024 року, оцінивши компанію в $32-40 млн та включило її до списку 25 найперспективніших стартапів України, які мають шанс стати єдинорогами.

## Огляд
Стах Возняк неодноразово заявляв, що ціль компанії створення віртуального асистента на базі штучного інтелекту, який спрощує життя індивідуальних далекобійників, що володіють однією вантажівкою та усуває бар'єри отримання доступу до інформації про вільні вантажі від широкого спектра компаній.
За допомогою автоматизації мобільний додаток Каргофай може шукати вантажі удвічі дешевше, ніж традиційні диспетчери, що допомагає заощаджувати перевізникам понад $18,000 лише на комісії диспетчерам. Також сервіс допомагає водіям оптимізувати маршрут, взяти додаткові вантажі на шляху, показує найближчі станції СТО, заправки та стоянки. Застосунок автоматично розподіляє замовлення, враховуючи маршрут.
Cargofy має офіси в Калинівці та Києві (Україна), Гургаоні (Індія) й Сідар-Рапідсі (США).
За даними компанії мобільний застосунок встановили понад 10 тисяч далекобійників. Компанія, щоденно опрацьовує понад 30 тисяч неекслюзивних вантажів, які агрегує від вантажних брокерів та напряму від вантажовідправників. Станом на 2022 рік кількість перевезень здійснених компанією перевищує 40 тисяч.